# Saravena
Saravena es un municipio colombiano, el segundo más poblado del departamento de Arauca. El municipio surgió gracias a la colonización de mediados del siglo XX, teniendo como base de su población a grupos provenientes de prácticamente todo el país; en poco más de una década pasó de ser una cooperativa agrícola y parte del municipio de Tame a convertirse en municipio en 1976. Se encuentra a 153 km de Arauca. Es el más importante centro comercial del piedemonte  araucano de Colombia. Su gentilicio es saravenense o sarareño este último siendo el menos utilizado desde el cambio de nombre de el sarare a saravena.

## Vías de comunicación
Aéreas: La aerolínea Satena mantiene una cobertura de tres frecuencias semanales hacia y desde Bogotá Medellín y Bucaramanga, y la aerolínea Easyfly mantiene la cobertura semanal hacia y desde Bogotá, Bucaramanga y Cúcuta manteniéndolos comunicados con el interior del país.
Terrestres: El municipio tiene acceso al departamento de Norte de Santander por la llamada "trocha" de la soberanía, arteria vial que se encuentra en precario estado; sin embargo, se ha convertido en la principal vía de intercambio comercial entre Arauca y los Santanderes.
Desde la capital del país se puede acceder por la vía Villavicencio-Yopal-Tame-Saravena. También está conectada con la capital del departamento.
Existe una variedad de oferta de transporte: servicio de Taxi Ejecutivo, Sugamuxi, Copetran, Cotranal, los Libertadores, Cootransarare, Cootradelsa y Movitaxi. Cabe destacar que empresas locales como el caso de Cootransarare se han consolidado como pioneras en el transporte a nivel regional, obteniendo reconocimiento nacional por su responsabilidad, su trabajo y su sistema organizacional. 
Fluviales: Se produce en término medio, en los ríos Arauca y Banadia con presencia de embarcaciones relativamente pequeñas.

## División Político-Administrativa
Además de su Cabecera municipal. Saravena tiene bajo su jurisdicción los siguientes Centros poblados:
- Agua Santa
- Barrancones
- Barrio Loco
- Caño Seco
- La Pajuila
- La Ye del Charo
- La Ye del Garrotazo
- Puerto Contreras
- Puerto Lleras
- Puerto Nariño
- Remolino

## Historia
Los pobladores originarios de la región fueron los indígenas u'wa, betoye y guahibo.
Como consecuencia del proceso de colonización, el municipio fue poblado por colonos de todos los rincones del país; esto ha hecho de Saravena una ciudad cosmopolita, dificultándose su verdadera identidad cultural pues la mezcla de costumbres no permiten definir una clara idiosincrasia; sin embargo, los nacidos en la región van sintiendo cada vez con mayor intensidad la cultura llanera, cultivando así el amor por el baile del joropo, el arpa, el cuatro y las maracas. Los jóvenes van descubriendo en estos elementos culturales, su identidad con la región y la tierra que los vio nacer.
Saravena fue fundada por un grupo de colonos provenientes principalmente del departamento de Santander y de otros departamentos del interior del país. En 1972 el INCORA tomó las riendas del proyecto de colonización y debido a la gran distancia que los campesinos debían recorrer para su aprovisionamiento decide construir a orillas de la quebrada La Pava una cooperativa agraria alrededor de la cual empiezan a asentarse los colonizadores hasta formar una especie de caserío llamado Las Pavas. 
La pista o campo de aterrizaje construida junto a la Cooperativa fue ampliada. Por aquellos mismos días el nombre de Las Pavas cambió por el de Saravena; aún no logra precisarse de dónde proviene exactamente la palabra Saravena, pues, mientras unos piensan que se deriva del vocablo indígena U'wa saramina, que significa «mujer recién parida», otros sostienen que viene de la palabra sararena, de sarare.
Saravena formaba parte del municipio de Tame, pero al llegar la colonización fue ascendido a Inspección de policía, al poco tiempo fue corregimiento y según decreto 2004 del 3 de febrero de 1976 fue erigido como municipio.

## Geografía
El municipio de Saravena se encuentra localizado en la Orinoquia colombiana, al noroccidente del departamento de Arauca. Sus coordenadas geográficas son: Latitud norte entre 6 grados 46’ y 7 grados 00’ y en la Longitud este entre 71 grados 41’ y 72 grados 06’. 
El paisaje de Saravena representa uno de los más complejos en términos de su biodiversidad, de su conformación fisiográfica, de sus procesos culturales y de su dinámica de poblamiento. La unidad geográfica está comprendida en la “Unidad Andina Orinocense”, que comprende la vertiente de la Cordillera Oriental, que integra el piedemonte, montañas, nieves y páramos, donde se conservan coberturas originales de selvas en algunas zonas y nacen los principales ríos del Arauca. Saravena hace parte, dentro de la Orinoquia araucana, del paisaje andino Orinocense, el cual, desde el punto de vista paisajístico, puede dividirse de la siguiente manera: 
• Piedemonte andino: Está localizado en la sección baja de la cordillera y conformado por un complejo relieve de materiales acumulados y estribaciones andinas donde sobresalen bajos, áreas de explayamiento, cunas, terrazas, mesetas, mesas, colinas, lomas y serranías. Esta zona estuvo cubierta de selva y está comprendida entre los 200 y 1000 m s. n. m.
• Vertiente cordillerana: Está conformada por relieves escalonados descendientes hasta alcanzar los 1000 m s. n. m. La zona cordillerana está cubierta por completo de selva de gran biodiversidad, riqueza hídrica y de suelos. En esta zona se encuentra el Parque nacional natural El Cocuy y la reserva indígena U'wa. 

### Límites
- Norte: República de Venezuela desde la desembocadura del río Bojabá en el río Arauca, hasta el centro poblado Puerto Lleras.
- Sur: Municipio de Fortul.
- Este: Municipios de Arauquita y Fortul.
- Oeste: Departamento de Boyacá, sobre la cuenca del río Bojabá.

### Clima
| Parámetros climáticos promedio de Saravena, Arauca, Colombia La temperatura promedio es de 25.5 grados centígrados; la precipitación pluvial es de 2.890 mm al año y la humedad relativa es del 83%. El territorio del municipio cuenta con altitudes que van desde los 190 y 2.600 m s. n. m. | Parámetros climáticos promedio de Saravena, Arauca, Colombia La temperatura promedio es de 25.5 grados centígrados; la precipitación pluvial es de 2.890 mm al año y la humedad relativa es del 83%. El territorio del municipio cuenta con altitudes que van desde los 190 y 2.600 m s. n. m. | Parámetros climáticos promedio de Saravena, Arauca, Colombia La temperatura promedio es de 25.5 grados centígrados; la precipitación pluvial es de 2.890 mm al año y la humedad relativa es del 83%. El territorio del municipio cuenta con altitudes que van desde los 190 y 2.600 m s. n. m. | Parámetros climáticos promedio de Saravena, Arauca, Colombia La temperatura promedio es de 25.5 grados centígrados; la precipitación pluvial es de 2.890 mm al año y la humedad relativa es del 83%. El territorio del municipio cuenta con altitudes que van desde los 190 y 2.600 m s. n. m. | Parámetros climáticos promedio de Saravena, Arauca, Colombia La temperatura promedio es de 25.5 grados centígrados; la precipitación pluvial es de 2.890 mm al año y la humedad relativa es del 83%. El territorio del municipio cuenta con altitudes que van desde los 190 y 2.600 m s. n. m. | Parámetros climáticos promedio de Saravena, Arauca, Colombia La temperatura promedio es de 25.5 grados centígrados; la precipitación pluvial es de 2.890 mm al año y la humedad relativa es del 83%. El territorio del municipio cuenta con altitudes que van desde los 190 y 2.600 m s. n. m. | Parámetros climáticos promedio de Saravena, Arauca, Colombia La temperatura promedio es de 25.5 grados centígrados; la precipitación pluvial es de 2.890 mm al año y la humedad relativa es del 83%. El territorio del municipio cuenta con altitudes que van desde los 190 y 2.600 m s. n. m. | Parámetros climáticos promedio de Saravena, Arauca, Colombia La temperatura promedio es de 25.5 grados centígrados; la precipitación pluvial es de 2.890 mm al año y la humedad relativa es del 83%. El territorio del municipio cuenta con altitudes que van desde los 190 y 2.600 m s. n. m. | Parámetros climáticos promedio de Saravena, Arauca, Colombia La temperatura promedio es de 25.5 grados centígrados; la precipitación pluvial es de 2.890 mm al año y la humedad relativa es del 83%. El territorio del municipio cuenta con altitudes que van desde los 190 y 2.600 m s. n. m. | Parámetros climáticos promedio de Saravena, Arauca, Colombia La temperatura promedio es de 25.5 grados centígrados; la precipitación pluvial es de 2.890 mm al año y la humedad relativa es del 83%. El territorio del municipio cuenta con altitudes que van desde los 190 y 2.600 m s. n. m. | Parámetros climáticos promedio de Saravena, Arauca, Colombia La temperatura promedio es de 25.5 grados centígrados; la precipitación pluvial es de 2.890 mm al año y la humedad relativa es del 83%. El territorio del municipio cuenta con altitudes que van desde los 190 y 2.600 m s. n. m. | Parámetros climáticos promedio de Saravena, Arauca, Colombia La temperatura promedio es de 25.5 grados centígrados; la precipitación pluvial es de 2.890 mm al año y la humedad relativa es del 83%. El territorio del municipio cuenta con altitudes que van desde los 190 y 2.600 m s. n. m. | Parámetros climáticos promedio de Saravena, Arauca, Colombia La temperatura promedio es de 25.5 grados centígrados; la precipitación pluvial es de 2.890 mm al año y la humedad relativa es del 83%. El territorio del municipio cuenta con altitudes que van desde los 190 y 2.600 m s. n. m. | Parámetros climáticos promedio de Saravena, Arauca, Colombia La temperatura promedio es de 25.5 grados centígrados; la precipitación pluvial es de 2.890 mm al año y la humedad relativa es del 83%. El territorio del municipio cuenta con altitudes que van desde los 190 y 2.600 m s. n. m. |
| Mes | Ene. | Feb. | Mar. | Abr. | May. | Jun. | Jul. | Ago. | Sep. | Oct. | Nov. | Dic. | Anual |
| --- | --- | --- | --- | --- | --- | --- | --- | --- | --- | --- | --- | --- | --- |
| Temp. máx. abs. (°C) | 35.4 | 35.6 | 36.0 | 37.0 | 34.6 | 35.0 | 34.3 | 36.4 | 36.4 | 37.8 | 37.0 | 37.0 | 37.8 |
| Temp. máx. media (°C) | 30.7 | 31.1 | 31.2 | 30.7 | 30.7 | 29.5 | 29.6 | 30.1 | 30.7 | 31.1 | 31.0 | 30.7 | 30.6 |
| Temp. media (°C) | 25.4 | 25.9 | 26.0 | 25.8 | 25.6 | 24.6 | 24.7 | 25.0 | 25.4 | 25.6 | 25.6 | 25.3 | 25.4 |
| Temp. mín. media (°C) | 20.0 | 20.8 | 20.7 | 21.1 | 20.7 | 20.4 | 20.1 | 19.9 | 20.0 | 20.2 | 20.0 | 19.9 | 20.3 |
| Temp. mín. abs. (°C) | 13.0 | 15.2 | 15.0 | 15.0 | 15.0 | 16.0 | 15.0 | 15.0 | 13.0 | 10.8 | 15.0 | 13.3 | 10.8 |
| Lluvias (mm) | 42 | 82 | 121 | 266 | 362 | 416 | 323 | 346 | 315 | 310 | 189 | 102 | 2874 |
| Días de lluvias (≥ ) | 6 | 8 | 11 | 16 | 20 | 23 | 23 | 22 | 19 | 18 | 16 | 10 | 192 |
| Horas de sol | 147 | 112 | 85 | 78 | 102 | 86 | 108 | 127 | 139 | 148 | 152 | 142 | 1426 |
| Humedad relativa (%) | 80 | 80 | 80 | 83 | 85 | 87 | 86 | 86 | 85 | 85 | 83 | 82 | 83.5 |
| Fuente: Instituto de Hidrología, Meteorología y Estudios Ambientales (IDEAM) | | | | | | | | | | | | | |

## Ecología
Hasta los años 70 el municipio poseía diferentes especies de árboles y plantas, pero a causa del proceso colonizador esa riqueza se ve menguada, aumentó considerablemente la tala indiscriminada y la explotación desmedida por parte de los empresarios madereros. Sin embargo, todavía se pueden considerar en el inventario forestal árboles como: flor amarillo, oloroso, pardillo, ceiba, tolúa, comino, balso y otras plantas no maderables como la guadua, cañabrava, palma real, yarumo, palma seje, palma sarare y guamo.
Al igual que la flora, la fauna era muy abundante antes de la colonización; sin embargo, se conservan algunas especies salvajes y otras relativamente domesticables como el chigüiro, el cerdo de monte o chacharo, tigrillo, lapas, picures, venados, armadillos, osos, zorros y micos además de serpientes y peces, entre las aves podemos destacar, garzas, guacamayas, pericos, guacharacas, tucanes, loros y pavas.

## Economía
La industria aún no se ha desarrollado; sin embargo, el Instituto de Desarrollo Araucano, entidad del orden departamental, otorgó algunos créditos para la formación de microempresas, estableciéndose así procesadoras de leche, frutas, talleres de metalistería, ebanistería, mecánica, confecciones entre otras. 
El comercio es muy activo, constantemente hay intercambio entre los sectores urbano y rural. De otro lado, la comercialización de productos es intensa con el interior del país; los productos observan gran demanda en los mercados de ciudades como Bucaramanga, Cúcuta, y Bogotá. La ganadería, al igual que la agricultura, forman un renglón básico en la economía del sarare, pues se practica de manera extensiva, es decir, sin técnicas de cría. Entre las especies criadas están: vacunos, equinos, porcinos, ovinos calentanos (camuros), aves de corral y la piscicultura. 
Actualmente (2018) la población local a prosperado gracias a la pujanza de su gente, pues en esta zona del departamento el abandono del estado es notable en materia económica y los habitantes han desarrollado con empeño pequeños negocios que van desde tiendas de barrio, talleres de reparación mecánicos hasta medianas empresas como restaurantes que ayudan a impulsar el empleo de los habitantes del municipio, sin duda el comercio local ha ido creciendo poco a poco y fortaleciéndose gracias al empeño de sus habitantes en solucionar la demanda de algunos productos y servicios al interior de la región y desde luego del municipio.

## Medios de comunicación

### Radio
El municipio cuenta con tres emisoras de frecuencia modulada, la pionera es Sarare FM Stereo 88.3 (comunitaria), creada en 1995; años más tarde nació Colombia Mía (interés público), emisora del Ejército Nacional y que funciona desde el Batallón Gabriel Revéiz Pizarro; entre tanto, en 2009 nace Armonía FM (comercial), medio de comunicación al servicio de la iglesia cuadrangular que profesa en la región, además, y N noticias medio digital de información.

### Televisión
Además, existe medios televisivos como TvAraucana, Teleoriente (canales locales que funcionan en el marco del sistema de televisión por cable, por lo que sus coberturas son totalmente urbanas), del mismo modo, cobran vigencias medios en línea que cumplen servicios a través de Redes Sociales como Facebook, es el caso de N Noticias, Radar Noticias, Noticias Fontecha, E&P NOTICIAS, EL Megáfono, entre otros...

## Educación

### Instituciones de educación básica y secundaria
Instituciones privadas: Colegio Adventista Bethel -  Comercial (Rector: William Castro).
Instituciones públicas: Concentración de Desarrollo Rural - Técnico (Rectora: Emperatriz Montes Ovalles), Institución Antonio Nariño - Académico (Rector: Alfonso Moreno), Institución Educativa Agropecuaria José Odel Lizarazo - Agropecuario (Rector: Germán Augusto Ramírez), Institución Educativa la Frontera - Académico (Rector: Pedro Jesús Fernández), Institución Educativa Técnico Comercial José Eustasio Rivera - Técnico (Rector: Inocencio Ibargüen), Institución Educativa Técnico Industrial Rafael Pombo - Técnico (Rectora: Cielo Cardona Tangarife).

## Servicios
El municipio dispone de los servicios de salud prestados por el Hospital del Sarare E.S.E, entidad de segundo nivel. Así mismo, existen otros centros como la Clínica del Sarare y Clinicentro Médico Gedeons. También se destaca la Empresa Comunitaria de Acueducto Alcantarillado Aseo y Gas de Saravena ECAAAS E.S.P., la cual fue fundada y liderada por la propia comunidad, destacándose como la mejor empresa de servicios públicos del departamento.

## Gastronomía
El municipio se caracteriza por ser cosmopolita, dado que alberga personas de diferentes lugares del país; en este orden de ideas, hay gran variedad de comidas, . Por el orden local se consumen en gran medida la mamona, Cachapas, picadillo y cachilapera como comida típica y característica de la región llanera, Saravena hace parte de la misma, Cordillera Oriental.

## Turismo
Los saravenenses suelen visitar mucho los fines de semana al río Róyota, específicamente en el sector del puente ubicado en jurisdicción del municipio de Cubará (Boyacá), por la vía denominada La Soberanía. De igual forma, existe el sector de Campo oscuro, nombre que da cuenta de una vereda limítrofe con el Estado Apure (Venezuela), cuya margen es producto del recorrido que hace el río Arauca; allí, principalmente en Los Piedrones, muchos sarareños asisten en procura de refrescarse con las azules y frías aguas. Por otro lado, a la salida hacia Fortul, particulares han hecho inversiones para crear casetas y lagunas para ofertar los servicios a la comunidad en general.

## Estructura organizacional municipal
| Saravena     | Saravena    | Saravena                   |
| Departamento | Código DANE | Categoría municipal (2023) |
| ------------ | ----------- | -------------------------- |
| Arauca       | 81736       | Sexta                      |

- Personería de Saravena: Es un ente autónomo y descentralizado del Ministerio Público de Colombia que ejerce, vigila y hace control sobre la gestión de la alcaldía y entes descentralizados; velan por la promoción y protección de los derechos humanos; vigilan el debido proceso, la conservación del medio ambiente, el patrimonio público y la prestación eficiente de los servicios públicos, garantizando a la ciudadanía la defensa de sus derechos e intereses.

El actual Personero municipal es Jose Luis Lasso Fontecha (2024-2028), único funcionario reelecto en dicho cargo desde su creación. 
La elección del Personero Municipal se efectúa mediante un concurso de méritos en los que se práctica una prueba de conocimientos eliminatoria (60%), se evalúan estudios(15%) y antecedentes(15%) , culminando con una entrevista ante el concejo Municipal que equivale al 10% del puntaje. El periodo del actual personero municipal inició el 1 de marzo de 2024 y culmina el 28 de Febrero de 2028.
- Concejo Municipal: Es la suprema autoridad política del municipio. En materia administrativa sus atribuciones son de carácter normativo. También le corresponde vigilar y hacer control político a la administración municipal. Se regulan por los reglamentos internos de la corporación en el marco de la Constitución Política Colombiana (artículo 313) y las leyes, en especial la Ley 136 de 1994 y la Ley 1551 de 2012. Constituido por x concejales por un periodo de 4 años.

Constituido por 13 concejales por un periodo de 4 años.
- Alcaldía Municipal: En esta se encuentra la administración municipal y las entidades descentralizadas del municipio.

El Alcalde se pronuncia mediante decretos y se desempeña como representante legal, judicial y extrajudicial del municipio. El actual Alcalde municipal es Juan Cifuentes Santos (2024-2027), elegido por voto popular.
- 'JAL'.